# Nicolas Walder

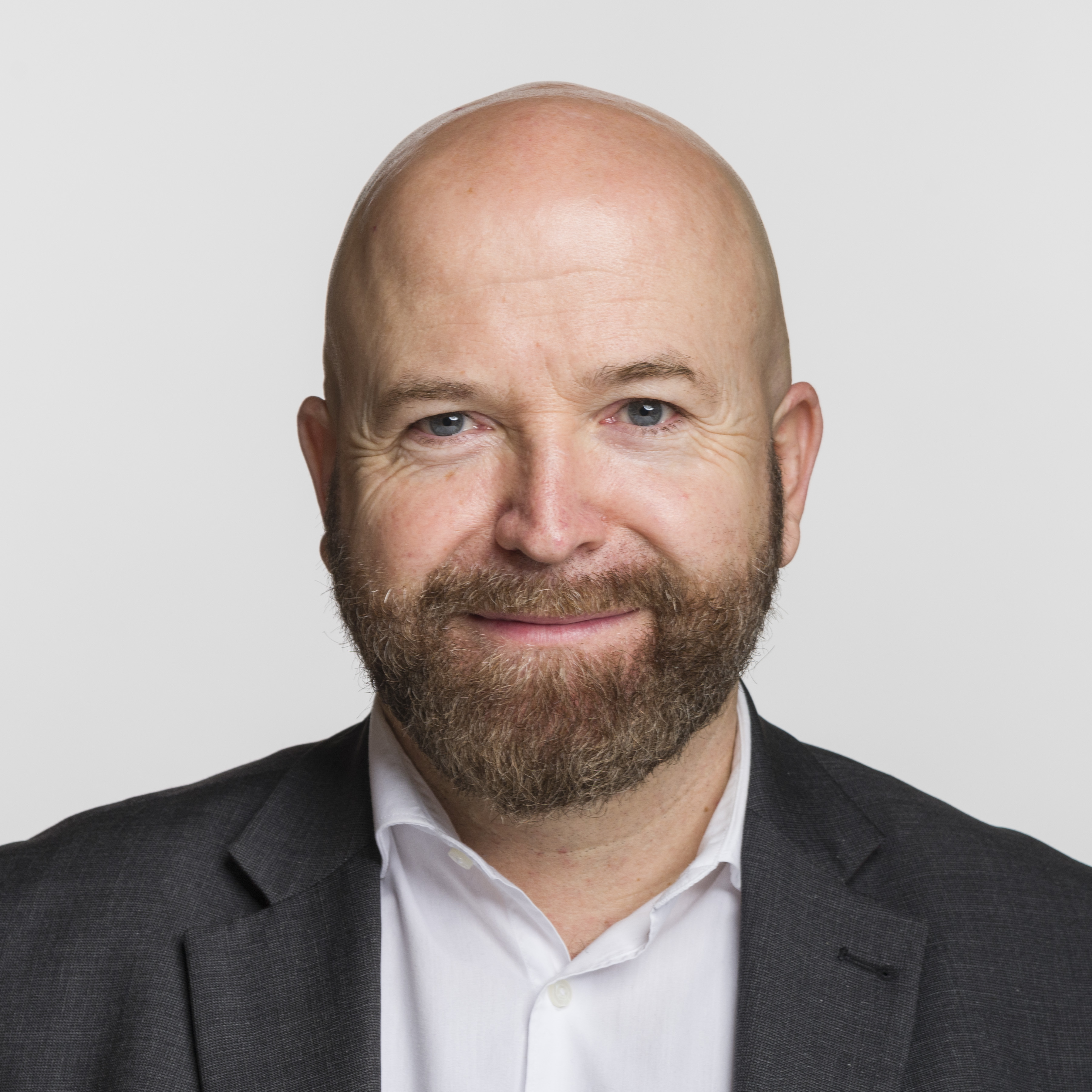
Nicolas Walder

Nicolas Walder (* 2. Mai 1966 in Genf; heimatberechtigt ebenda) ist ein Schweizer Politiker (Grüne). Seit 2019 ist er Nationalrat.

## Leben
Nicolas Walder absolvierte die Hotelfachschule Lausanne und studierte anschliessend Soziologie an der Universität Genf. Vor seiner Wahl in die Stadtregierung von Carouge arbeitete er mehrere Jahre beim Internationalen Komitee vom Roten Kreuz (IKRK).

## Politik

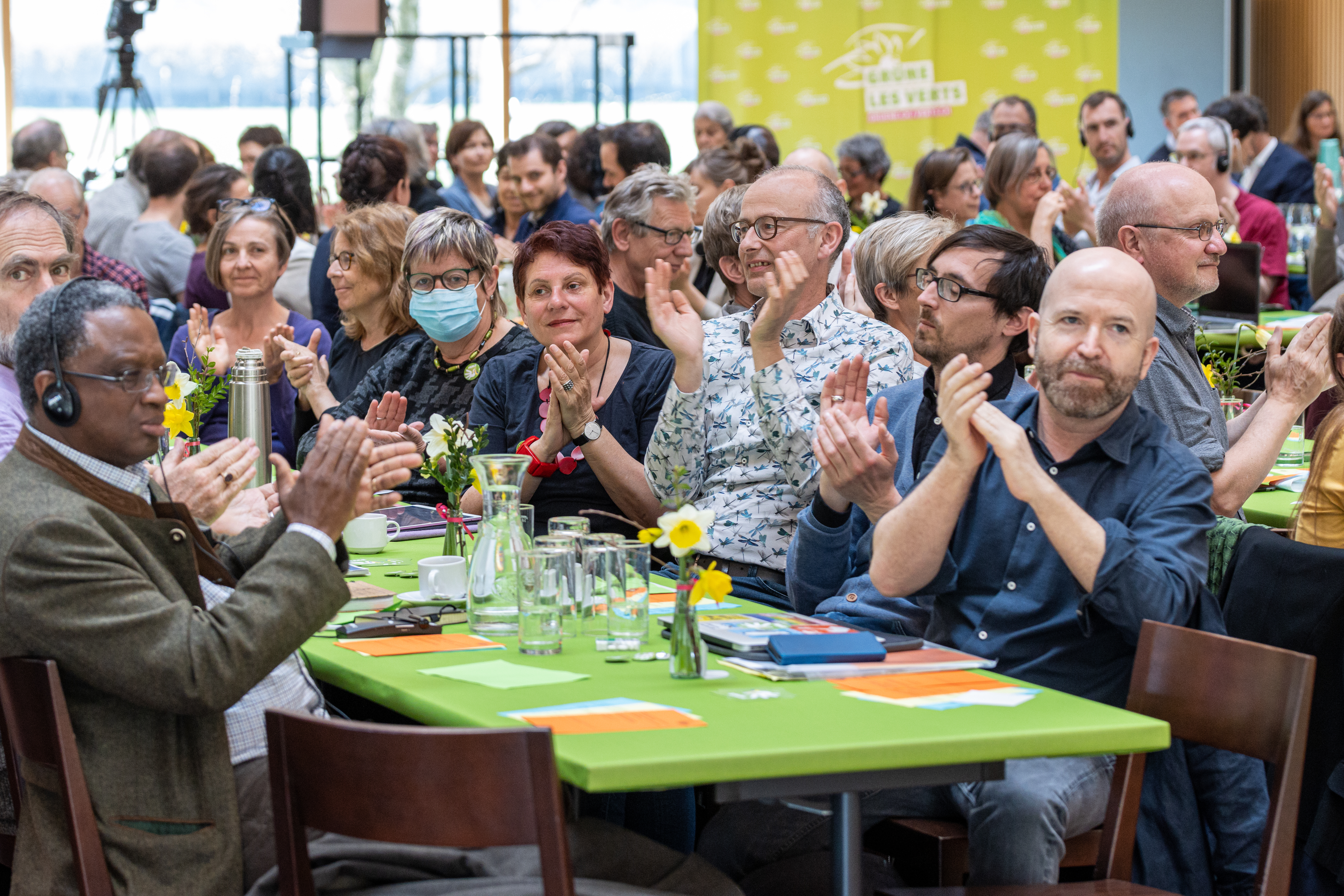
Nicolas Walder (vorne rechts) an einer Delegiertenversammlung der Schweizer Grünen (März 2022)

Nicolas Walder trat 2001 den Grünen bei und wurde 2007 in den Munizipalrat (Legislative) der Stadt Carouge gewählt. 2011 folgte die Wahl in die Stadtregierung (Conseil administratif) von Carouge. 2013–2014, 2016–2017 und 2018–2019 war er Stadtpräsident, 2019 bis zu seinem Rücktritt 2020 Vizepräsident. Von 2016 bis 2020 war er Präsident der Grünen des Kantons Genf.
Bei den nationalen Parlamentswahlen vom 20. Oktober 2019 wurde er für die Grünen in den Nationalrat gewählt. Er ist (Stand April 2022) Mitglied der Aussenpolitischen Kommission und der Kommission für Rechtsfragen sowie Stellvertreter in der Delegation im Parlamentarischen Ausschuss der EFTA und Vizepräsident der Delegation bei der Parlamentarischen Versammlung der Frankophonie.
Nicolas Walder ist seit 2015 Präsident des Städteverbandes des Kantons Genf und seit 2017 Präsident der öffentlich-rechtlichen Fondation des Terrains Industriels (FTI) des Kantons Genf sowie Vorstandsmitglied von Pro Senectute Genf. Walder ist ebenfalls Mitglied der europäischen Bewegung Schweiz sowie der Fondation pour Genève und ist Präsident von Zero Waste Switzerland.